# Bałkanci (obwód Wielkie Tyrnowo)
Bałkanci (bułg. Балканци) – wieś w Bułgarii, w obwodzie Wielkie Tyrnowo, w gminie Strażica. W 2024 roku liczyła 100 mieszkańców.